# Wutong Shan
Wutong Shan är ett berg i Kina. Det ligger i provinsen Guangdong, i den södra delen av landet, omkring 110 kilometer sydost om provinshuvudstaden Guangzhou. Toppen på Wutong Shan är 917 meter över havet.
Wutong Shan är den högsta punkten i trakten. Närmaste större samhälle är Shenzhen, 15,6 km väster om Wutong Shan. I omgivningarna runt Wutong Shan växer i huvudsak städsegrön lövskog.
Genomsnittlig årsnederbörd är 1 979 millimeter. Den regnigaste månaden är maj, med i genomsnitt 477 mm nederbörd, och den torraste är oktober, med 11 mm nederbörd.